# Нешто лично
Нешто лично је осми студијски албум Елме Синановић издат 5. априла 2018. године на CDу за издавачку кућу Голд аудио видео. Текстове песама су јој написали Драган Стрелић, Аладин Имамовић и Надица Мутавџић. Аладин Имамовић и Надица Мутавџић су јој написали по једну песму написали, док је Драган Стрелић написао остале песме.

## Списак песама
| №  | Назив         | Трајање |  |
| 1. | Пораз         |         |  |
| 2. | Срце у квару  |         |  |
| 3. | Солитер       |         |  |
| 4. | Љубав мрзим   |         |  |
| 5. | Логика        |         |  |
| 6. | Крај трагичан |         |  |
| 7. | Банкротирала  |         |  |
| 8. | Туго, туго    |         |  |